# La marca del deseo
La marca del deseo é uma telenovela colombiana, produzida e exibida pela RCN Televisión. Exibida originalmente entre 13 de novembro de 2007 e 21 de maio de 2008, foi protagonizada por Stephanie Cayo e Juan Alfonso Baptista.

## Elenco
- Stephanie Cayo.... María Valentina Santibañez Márquez
- Juan Alfonso Baptista.... Luís Eduardo Santibáñez Nurey
- Katie Barberi.... Digna  Nurey de Santibáñez
- Marcelo Buquet....Reynaldo Santibáñez
- María Elisa Camargo.... María Alegría Santibañez
- Heidy Bermúdez.... María Canela Santibañez
- Juan Sebastián Aragón.... Martín Laguna
- Sara Corrales.... María Claridad Santibañez
- Gabriel Valenzuela.... Esteban Falcón
- Ana Rivera.... Úrsula Herrera
- Orlando Miguel.... Alfredo Pardo
- Mimi Morales.... María Soledad Santibañez
- Pedro Palacio.... Gabriel Santamarina
- Lucas Velázquez.... Jaime Muñoz
- Cristóbal Errazúriz.... Vicente
- Florina Lemaitre.... Margarita
- Nórida Rodríguez.... Leoparda
- Sandra Beltrán.... Linda Pardo
- Adriana Franco....Prudencia
- Constanza Gutierrez... Carmenza